# يان س. جونستون
يان س. جونستون (بالإنجليزية: Ian Courtenay Johnston)‏ هو مترجم بريطاني، ولد في 27 سبتمبر 1938 في فالبارايسو في تشيلي.

## وصلات خارجية
- الموقع الرسمي
- يان س. جونستون على موقع ميوزك برينز (الإنجليزية)